# الحندق (تنكرت)
الحندق هو دُوَّار يقع بجماعة إفران أطلس الصغير، إقليم كلميم، جهة كلميم واد نون في المملكة المغربية. ينتمي الدوّار لمشيخة تنكرت التي تضم 11 دوار. يقدر عدد سكانه بـ 141 نسمة حسب الإحصاء الرسمي للسكان والسكنى لسنة 2004.

## روابط خارجية
- البوابة الوطنية للجماعات الترابية
- المندوبية السامية للتخطيط